# ATC-kod D06: Medel vid bakteriella och virala infektioner
ATC-kod D06: Medel vid bakteriella och virala infektioner är en del av klassificeringssystemet ATC (Anatomical Therapeutic Chemical Classification System) för läkemedel och vissa andra medicinska produkter. ATC utvecklas av WHO och består av alfanumeriska koder indelade i grupper utifrån anatomi, medicinsk funktion och läkemedelstyp på 5 olika kodnivåer. Denna sida utgör innehållet i en specifik grupp på nivå 2.

## D06AAntibiotika

### D06AATetracyklinoch derivat
D06AA01 Demeklocyklin
D06AA02 Klortetracyklin
D06AA03 Oxitetracyklin
D06AA04 Tetracyklin

### D06AX Övriga antibiotika
D06AX01 Fusidinsyra
D06AX02 Kloramfenikol
D06AX04 Neomycin
D06AX05 Bacitracin
D06AX07 Gentamicin
D06AX08 Tyrotricin
D06AX09 Mupirocin
D06AX10 Virginiamycin
D06AX11 Rifaximin
D06AX12 Amikacin
D06AX13 Övriga antibiotika

## D06BKemoterapeutika

### D06BASulfonamider
D06BA01 Silversulfadiazin
D06BA02 Sulfatiazol
D06BA03 Mafenid
D06BA04 Sulfametiazol
D06BA05 Sulfamilamid
D06BA06 Sulfamerazin
D06BA51 Silversulfadiazin, kombinationer

### D06BBAntiviralamedel
D06BB01 Idoxuridin
D06BB02 Tromantadin
D06BB03 Aciklovir
D06BB04 Podofyllotoxin
D06BB05 Inosin
D06BB06 Penciklovir
D06BB07 Lysozym
D06BB08 Ibacitabin
D06BB09 Edoxudin
D06BB10 Imikvimod
D06BB11 Docosanol

### D06BX Övriga kemoterapeutika
D06BX01 Metronidazol

### Engelska
- WHO Collaborating Centre for Drug Statistics Methodology - ATC Index
- WHO Collaborating Centre for Drug Statistics Methodology - ATCvet Index

### Svenska
- SIL online
- FASS.se - ATC
- FASS.se - Veterinär-ATC
- Sök läkemedelsfakta - Läkemedelsverket
- Socialstyrelsen : Klassifikationer
- Nationellt produktregister för läkemedel - NPL